# Conotrachelus cinereoalbus
Conotrachelus cinereoalbus – gatunek chrząszcza z rodziny ryjkowcowatych.

## Zasięg występowania
Ameryka Południowa, występuje w Brazylii.

## Budowa ciała
Przednia krawędź pokryw znacznie szersza od przedplecza. Na udach wszystkich par odnóży duże ostrogi.